# Thamnodynastes hypoconia
Thamnodynastes hypoconia är en ormart som beskrevs av Cope 1860. Thamnodynastes hypoconia ingår i släktet Thamnodynastes och familjen snokar. Inga underarter finns listade i Catalogue of Life.
Denna orm förekommer i östra och sydöstra Brasilien, i östra Paraguay, i Uruguay och i nordöstra Argentina. Habitatet varierar mellan Atlantskogen, savannlandskapen Cerradon och Gran Chaco. Thamnodynastes hypoconia Vistas nära vattenansamlingar och de har främst grodor som föda som kompletteras med några ödlor. Honor lägger mellan januari och april ägg.
För beståndet är inga hot kända. Hela populationen anses vara stabil. IUCN listar arten som livskraftig (LC).